# Tapa (recipiente)

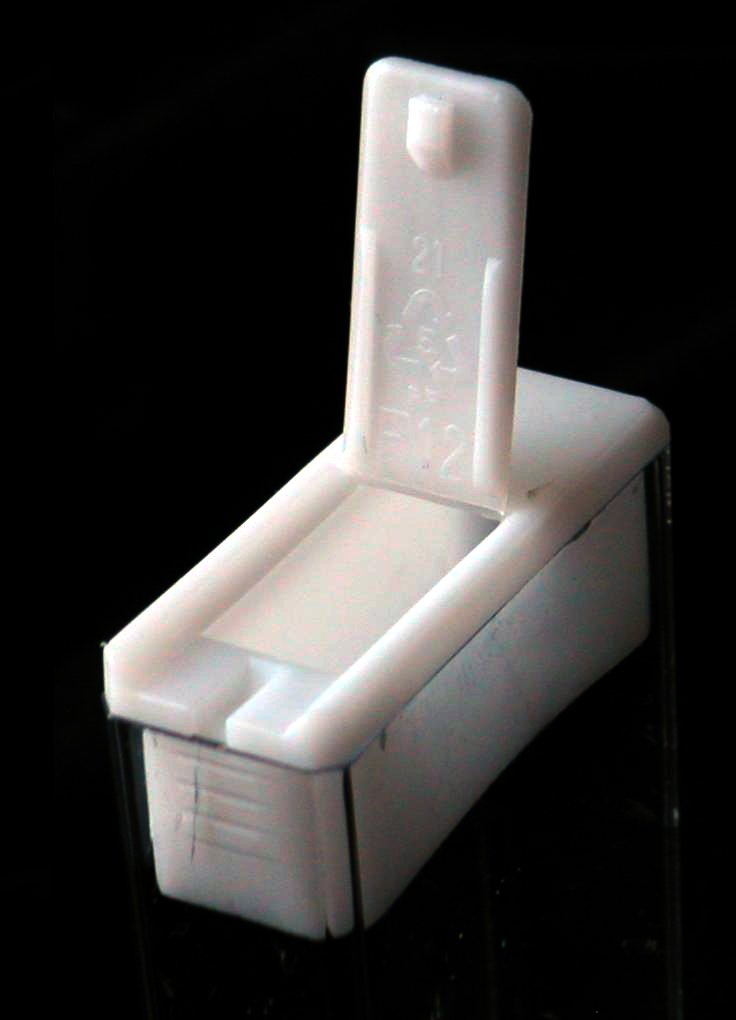
Tapa de una cajita de pastillas Tic Tac.

Una tapa o cierre es una parte de un contenedor, como un recipiente o una botella que sirve para cerrar o sellar y evitar que el contenido del recipiente se derrame o se fugue y pueda evitar que se derrame el contenido de dicho recipiente. 
Una tapa puede ser de diferentes materiales. Cómo por ejemplo 
Tapa de plástico, goma, aluminio, o de materiales endurecidos como de piedra de cemento 
Se han encontrado tapas realizadas de cerámica que se remontan al 3100 a. C.